# Czerwone maki na Monte Cassino
Czerwone maki na Monte Cassino – polska pieśń wojskowa związana z bitwą o Monte Cassino. Słowa: Feliks Konarski, muzyka: Alfred Schütz.
Tytuł nawiązuje do kwiatów, które w czasie bitwy rozkwitały na zrytych pociskami wzgórzach. Być może autor sugerował się też dostępnymi mu relacjami żołnierzy walczących trzydzieści lat wcześniej nad Sommą, których wspomnienia (w tym słynny wiersz In Flanders Fields) pełne są porównań kwitnących maków do krwi poległych.

## Historia powstania
Pieśń powstała w nocy z 17 na 18 maja 1944 roku, kilka godzin przed zdobyciem klasztoru  w siedzibie Teatru Żołnierza Polskiego przy 2 Korpusie Sił Zbrojnych w Campobasso, gdzie artyści występowali dla 23 Kompanii Transportowej. Autorem słów był Feliks Konarski (znany pod pseudonimem artystycznym Ref-Ren, znany przed wojną śpiewak operetkowy i kompozytor piosenek), zainspirowany prowadzonymi w pobliżu walkami.
Konarski, słysząc daleki grzmot dział zapowiadających drugie polskie natarcie na klasztor, napisał naprędce tekst i obudził Alfreda Schütza, kompozytora i dyrygenta, również żołnierza 2 Korpusu, który w kilka godzin napisał muzykę.

## Pierwsze wykonania i wykonawcy
Gdy 18 maja żołnierze 2 Korpusu zdobyli klasztor w kwaterze generała Władysława Andersa w Campobasso miała miejsce doraźna uroczystość dla uczczenia tego zwycięstwa. Na niej wykonał ją - w wersji dwuzwrotkowej - po raz pierwszy Gwidon Borucki z udziałem 14-osobowej orkiestry Alfreda Schütza. 
Trzecią zwrotkę Konarski dopisał kilkanaście godzin później. Tę wersję wykonał zespół, w którym między innymi byli: Jadwiga Andrzejewska, Filip Ende, Lopek Krukowski, Elżbieta Niewiadomska, Mieczysław Pręgowski, Zofia Terne. Ref-Ren w swych wspomnieniach napisał:

Śpiewając po raz pierwszy Czerwone maki u stóp klasztornej góry, płakaliśmy wszyscy. Żołnierze płakali z nami.
Czerwone maki, które zakwitły tej nocy, stały się jeszcze jednym symbolem bohaterstwa i ofiary - i hołdem ludzi żywych dla tych, którzy przez miłość wolności polegli dla wolności ludzi...

Ostatnią - czwartą - dopisał w 1969 roku, w 25. rocznicę bitwy.
Pieśń ukazała się drukiem jeszcze w tym samym roku we Włoszech i od razu zyskała wielką popularność wśród żołnierzy II Korpusu. Została też wydana na płytach gramofonowych. Szybko też trafiła konspiracyjnie do okupowanej Polski. Następne wydania różniły się nieco tekstem.
Należy zaznaczyć, że  podczas oficjalnych uroczystości po zdobyciu Monte Cassino, u stóp ruin klasztoru (18 maja 1944), odegrany został hejnał mariacki ogłaszający zwycięstwo polskich żołnierzy.
Piosenkę podczas Koncertu dla Niepodległej 10 listopada 2018 na Stadionie Narodowym w Warszawie dla 37000-nej publiczności wykonał Państwowy Zespół Ludowy Pieśni i Tańca „Mazowsze”.

## Tekst
Tekst piosenki występuje w kilku wariacjach, w zależności od źródła. Współcześnie piosenka wykonywana jest najczęściej w wersji zastępującej odwołanie do szarży pod Rokitną nawiązaniem do Racławic oraz niewielkimi zmianami w układzie tekstu ("[...] Lecz od śmierci silniejszy był gniew."). Najstarsze znane nagranie utworu wykonane zostało przez Adama Astona i wykorzystane w filmie Michała Waszyńskiego Wielka droga (1946).
W okresie wakacji 1982 Gwidon Borucki przekazał do Instytutu im. gen. Sikorskiego w Londynie oryginalny manuskrypt zapisu nut do pieśni oraz pierwotny jej tekst.

## Melodia
Melodię charakteryzuje duży ambitus (oktawa + seksta wielka) oraz stosunkowo trudna linia melodyczna. Melodia moduluje z tonacji durowej w zwrotce do jednoimiennej molowej w refrenie, zawiera też chromatykę (czerwień|♯|sze |♯|będą, bo z |♯|polskiej |♯|wzros–) i trudne skoki interwałowe, np. septymę wielką w dół (... za honor się bić >> Czerwone...), sekstę wielką w górę (...maki na >> Monte Cassino...), czy septymę małą w dół (...piły polską >> krew...).

## Prawa autorskie
Po bezpotomnej śmierci w 2004 żony A. Schütza, która mieszkała w tym czasie w Monachium, cały majątek, w tym prawa autorskie do Czerwonych Maków, przeszedł na Bawarię. Stało się to na podstawie orzeczenia niemieckiego sądu z 17 marca 2011 roku. Od tego czasu tantiemy pobierane były w imieniu Bawarii przez niemiecką organizację zarządzającą prawami autorskimi GEMA (odpowiednik polskiego ZAiKS-u). Stan prawny melodii nie był jednak znany do 2014 roku, kiedy radca prawny Bogusław Wieczorek dokonał tych ustaleń i opublikował treść orzeczenia na swoim blogu. Niedługo później, wraz z Biblioteką Polskiej Piosenki z Krakowa, wystosowany został list do władz Bawarii, której władze w odpowiedzi zadeklarowały gotowość przekazania praw odpowiednim organom państwa polskiego. W sprawę włączył się Konsulat Generalny RP w Monachium, a 15 września 2015 roku Ministerstwo Spraw Zagranicznych RP podpisało z Ministerstwem Kultury Landu Bawarii umowę, w myśl której, Niemcy zrzekły się wszelkich praw i roszczeń do pieśni, przekazując je na rzecz Polski – tym samym Polska stała się wyłącznym właścicielem „Czerwonych maków”.